# GN-z11
GN-z11 är en galax i Stora björnen, och var i början av mars 2016 den avlägsnaste kända galaxen. Upptäckten år 2015 publicerades i en artikel från 2016, av Pascal Oesch och Gabriel Brammer (Cosmic Dawn Center). Fram till upptäckten av JADES-GS-z13-0 år 2022 av James Webb-teleskopet var GN-z11 den äldsta och mest avlägsna kända galaxen som dittills identifierats i det observerbara universum, med en spektroskopisk rödförskjutning på z = 10,957 , vilket motsvarar ett korrekt avstånd på cirka 32  miljarder ljusår (9,8 miljarder parsek). (Not 1) Data som publicerades år 2024 fastställde att galaxen innehåller det mest avlägsna, och därmed tidigaste, svarta hålet som är känt i universum, uppskattat till cirka 1,6 miljoner solmassor.GN-z11 är 25 gånger mindre än Vintergatan, men växer betydligt snabbare.
Objektets namn härstammar från dess plats i GOODS-North-fältet av galaxer och dess höga kosmologiska rödförskjutningstal (GN + z11). Det observeras som det existerade för 13,4 miljarder år sedan, bara 400 miljoner år efter Big bang; som ett resultat rapporteras dess avstånd ibland felaktigt som 13,4 miljarder ljusår, dess ljusreseavstånd.
I början av 2023 observerade James Webb Space Telescope galaxen och rapporterade en definitiv rödförskjutning på z = 10,6034 ± 0,0013.
Galaxen har en så hög rödförskjutning att dess vinkeldiameteravstånd faktiskt är mindre än för vissa galaxer med lägre rödförskjutning. Det betyder att förhållandet mellan dess vinkelstorlek (hur stor den ser ut på himlen) och dess storlek i ljusår är större. 

## Upptäckt
Galaxen identifierades av ett team som studerade data från Hubbleteleskopets Cosmic Assembly Near-infrared Deep Extragalactic Legacy Survey (CANDELS) och Spitzerteleskopets Great Observatories Origins Deep Survey-North (GOODS-North). Forskarteamet använde Hubbles Wide Field Camera 3 för att mäta avståndet till GN-z11 spektroskopiskt och mäta rödförskjutningen orsakad av universums expansion. Resultaten, som tillkännagavs i mars 2016, visade att galaxen var längre bort än man ursprungligen trodde, vid avståndsgränsen för vad Hubbleteleskopet kan observera. GN-z11 är cirka 150 miljoner år äldre än den tidigare rekordhållaren EGSY8p7, och observeras (kort efter men) "mycket nära slutet av universums så kallade mörka medeltid", och (under men) "nära själva början" av återjoniseringseran.
Jämfört med Vintergatan är GN-z11 1 ⁄25 så stor, har en procent av massan och bildar nya stjärnor ungefär tjugo gånger så snabbt. Med en stjärnålder uppskattad till 40 miljoner år verkar det som att galaxen bildade sina stjärnor relativt snabbt. Det faktum att en så massiv galax existerade så snart efter att de första stjärnorna började bildas är en utmaning för vissa nuvarande teoretiska modeller för galaxers bildande.

## Anteckningar
- 1. Vid första anblicken kan avståndet på 32  miljarder ljusår (9,8 miljarder parsec ) verka omöjligt långt borta i ett universum som bara är 13,8 miljarder (kort skala) år gammalt , där ett ljusår är den sträcka ljuset färdas på ett år, och där ingenting kan färdas snabbare än ljusets hastighet . Men på grund av universums expansion ökade avståndet på 2,66 miljarder ljusår mellan GN-z11 och Vintergatan vid den tidpunkt då ljuset emitterades med en faktor (z+1)=12,1 till ett avstånd på 32 miljarder ljusår under de 13,4 miljarder år det har tagit ljuset att nå oss.